# Kaarle Ojanen
Pour les articles homonymes, voir Ojanen.
Kaarle Sakari Ojanen est un joueur d'échecs finlandais né le 4 décembre 1918 à Helsinki et mort le 9 janvier 2009 dans la même ville. Il fut le meilleur joueur finlandais des années 1950 aux années 1960 et remporta le championnat de Finlande à treize reprises entre 1950 et 1983. Il était maître international depuis 1952 et également maître international du jeu d'échecs par correspondance depuis 1961.
Ojanen représenta la Finlande lors de onze olympiades d'échecs officielles de 1937 à 1972 ainsi que lors de l'olympiade non officielle de 1936, remportant la médaille de bronze individuelle au premier échiquier lors de l'olympiade d'échecs de 1966.